# Banco Nacional de Georgia
El Banco Nacional de Georgia (en georgiano: საქართველოს ეროვნული ბანკი) es el banco central de Georgia.

## Consejo
El órgano supremo del Banco Nacional es su consejo compuesto por siete miembros. El Presidente del Consejo es el presidente del Banco Nacional. El Consejo, además del Presidente, está compuesto por dos Vicepresidentes y otros miembros. Los miembros del consejo son elegidos para un período de siete años por el Parlamento de Georgia, por la mayoría del número total de sus miembros, previa designación del Presidente de Georgia.

## Constitución de Georgia

### Artículo 95
- 1.El Banco Nacional de Georgia garantizará el funcionamiento del sistema monetario de Georgia para proporcionar estabilidad de precios y respaldará el funcionamiento eficiente del sector financiero.
- 2.El Banco Nacional es el banco de todos los bancos y el banquero y agente fiscal del Gobierno de Georgia.
- 3.El Banco Nacional será independiente en sus actividades. Sus derechos y obligaciones, procedimientos de actividades, así como la garantía de su independencia se determinarán en virtud de la Ley Orgánica.
- 4.El nombre y la unidad de dinero se determinarán por ley. El Banco Nacional tendrá el derecho exclusivo de emitir dinero

### Artículo 96
- 1.El órgano más alto del Banco Nacional de Georgia es el Consejo del Banco Nacional. Los miembros del Consejo pueden ser destituidos solo por decisión del Parlamento, de acuerdo con el Artículo 64 de esta Constitución.
- 2.El Presidente del Banco Nacional será nombrado por los miembros del Consejo y relevado de sus funciones por el presidente de Georgia, previa designación del Consejo del Banco Nacional.
- 3.El Banco Nacional rendirá cuentas al Parlamento y presentará un informe anual sobre sus actividades.[2]